# Gamspleisspitze
Die Gamspleisspitze, auch Gemspleisspitze oder Gemsbleisspitze, rätoromanisch im Idiom Vallader Paraid Naira (schwarze Wand), ist ein 3015 m hoher Gipfel in der Silvrettagruppe der Zentralen Ostalpen.

## Lage und Landschaft
Der Gipfel befindet sich zwischen Nordtiroler Paznaun und Graubündner Unterengadin. Er liegt im Kamm des Fluchthornes (3398 m, südlich), dem Larainkamm der Ostsilvretta, der das Fimbatal (Val Fenga) vom westlicheren Lareintal trennt, also auf der österreichischen Seite der Silvretta. Das obere Fimbatal gehört von alters her zum Engadin, daher bildet der Gipfel die Grenze zwischen den Gemeinden Ischgl und Galtür, beide Bezirk Landeck von Tirol, sowie Valsot, Kreis Ramosch des Kantons Graubünden, und liegt somit auf der österreichisch-schweizerischen Staatsgrenze.
Der Gipfel ist eine wohlgestalte Felspyramide.
Südlich trennt der Gamspleissattel (2730 m) den Berg vom Hohen Kogel (2817 m). Nördlich läuft der gezackte Grat über die Bidnerscharte (2733 m) zur Bidnerspitze (2871 m).

## Geschichte und Erschließung
Der Name steht zur Gams und dem alten Wort Bleise ‚Steilhang‘ oder ‚Grashang‘, das hier in der Gegend häufig ist. Ältere Schreibungen sind Gemsbleis-Spitze oder Gemsblaisspitz (m). Paraid ist bündnerromanisch ‚Mauer, Wand‘, naira heißt ‚schwarz‘.
Der Berg wurde schon 13. Juli 1849 von Johann Wilhelm Coaz, einem Schweizer Forstingenieur und Gebirgstopografen, im Rahmen der Vermessungen für die Dufourkarte erstbestiegen.
Bestiegen wird der Berg meist vom Ritzenjoch (Fuorcla Larein, 2686 m) südlich des Hohen Kogels und den Lareingrat entlang. Talorte sind Ischgl und Mathon (Lareintal), und insbesondere die Heidelberger Hütte im Fimbertal.